# St-Sernin (Bouriège)

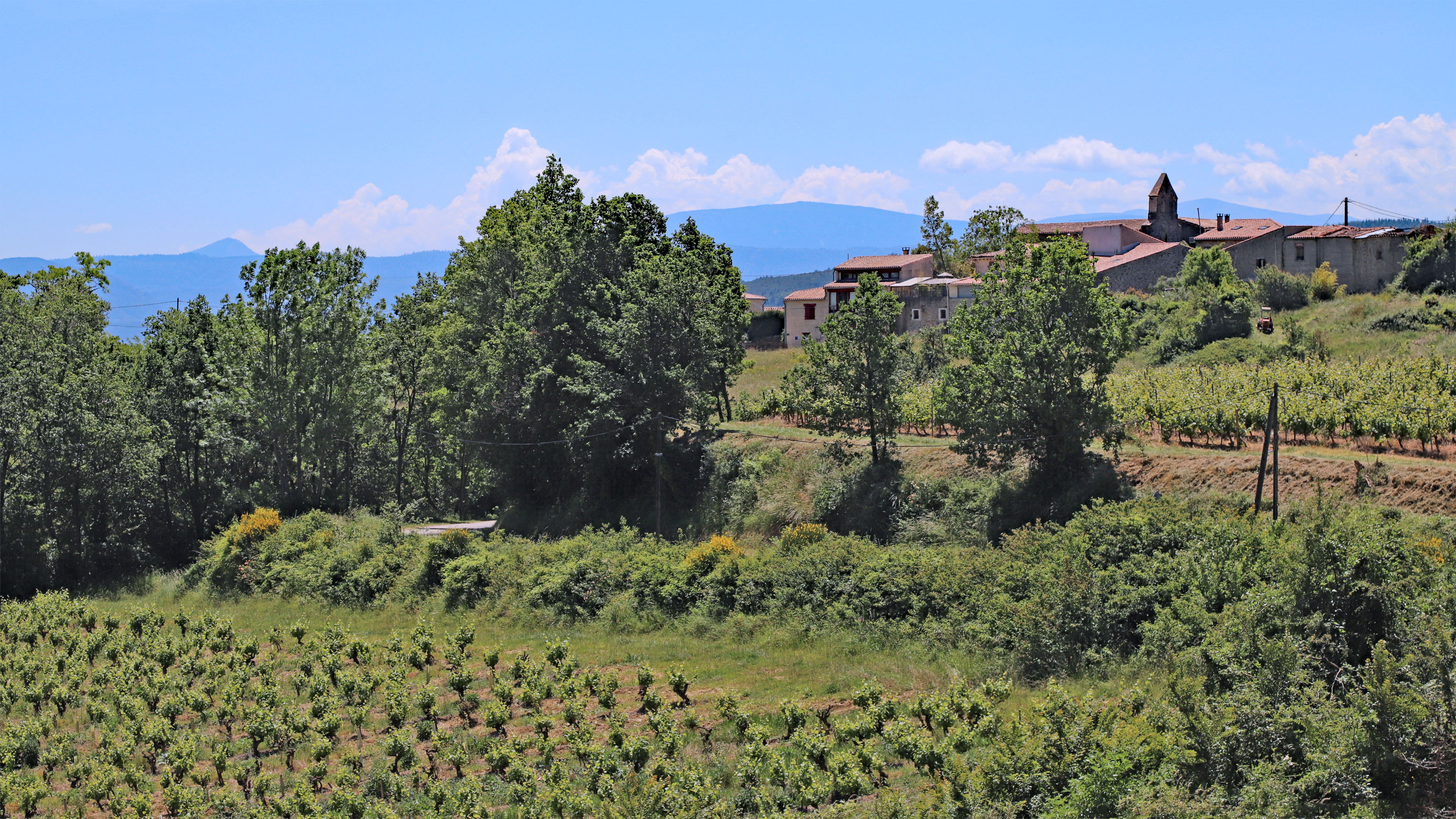
Blick auf den Weiler Saint-Sernin mit dem Glockengiebel der Kirche im Ortsbild

St-Sernin ist eine römisch-katholische Kirche in Saint-Sernin, einem Ortsteil von Bouriège im Département Aude in Frankreich. Die Kirche wird nicht mehr regelmäßig für Gottesdienste genutzt.

## Geschichte
Die dem Patrozinium des heiligen Saturninus von Toulouse unterstellte Kirche stellt im Kern ein Bauwerk der Romanik dar und wurde am 1. März 1318 im Zusammenhang mit der Gründung des Bistums Alet erwähnt, das aus Gebietsabtretungen des Erzbistums Narbonne errichtet worden war. St-Sernin wurde dabei in einer Bulle des Papstes Johannes XXII. als Pfarrei bezeichnet und dem Erzpriester von Haut Razès unterstellt.
Wohl nach Wiederherstellungsmaßnahmen nach den Hugenottenkriegen stellt sich die Kirche St-Sernin heute als rektanguläre Saalkirche mit geradem Chorschluss dar. Die Westfassade ist gänzlich ungegliedert und wird von drei Strebepfeilern gestützt. Über der Fassade erhebt sich ein Glockengiebel. Im Osten ist an die Kirche eine Sakristei angebaut.

## Ausstattung
In der Kirche sind als Monument historique eingestuft:
- Statue des heiligen Saturninus, Holz, bemalt, 17. Jahrhundert[2]
- Grabplatte der Adligen Anne, 1666[3]